# Codex Maximilianeus Bavaricus Civilis
Codex Maximilianeus Bavaricus Civilis – kodeks cywilny powstały w 1756 roku w Bawarii za panowania elektora Maksymiliana III Józefa. Kodeks obowiązywał do 1 stycznia 1900, kiedy to zastąpiony został przez Bürgerliches Gesetzbuch.